# Ignacio Copani
Ignacio Aníbal Copani (Villa Lynch, partido de General San Martín; 25 de octubre de 1959) es un cantautor argentino con más de cuarenta años de trayectoria en la música latinoamericana. Es autor de más de 1200 temas, alrededor de 300 publicados en materiales discográficos hasta la fecha.
En sus más de treinta años de carrera, ha actuado en los teatros Ópera, Gran Rex, Luna Park (de Buenos Aires), los estadios Velódromo, Mundialista de Mar del Plata, y Olímpico de Córdoba y en Uruguay, Chile, Colombia, España, Italia, México, Paraguay y Estados Unidos.
Su base musical es variada: desde melodías simples y letras relacionadas al amor, a lo social, hasta el agregado de rimas bluseras, jazzistas, pop, folclóricas y toques de humor. Ha incursionado en los géneros más populares de la música, como el rock, el pop, la cumbia, el tango, folclore, salsa, milonga, vals, entre otros a lo largo de sus distintas producciones.
Sumamente popular a fines de los años 1980 y durante la década de los años 1990, para 2006 había superado el millón y medio de discos vendidos. Es abiertamente fanático de River Plate, y en particular utilizó su música como medio de expresión de su afición por el club.
Entre sus distinciones, se destacan múltiples discos de oro, platino y doble platino; además de haber ganado el Premio Prensario y el Diploma al Mérito de la Fundación Konex en 1995 como uno de los cinco solistas argentinos de la década. Ha sido distinguido como  Ciudadano Ilustre de la Ciudad de Buenos Aires y Visitante Ilustre de Montevideo.
Respecto a los rasgos que definen su estilo musical y su impronta sobre el escenario, un artículo del prestigioso sitio británico BBC expresa: «El gran capital artístico de Copani está en sus canales receptivos para leer la realidad y la inspiración para devolver verdaderas crónicas hechas canción (...) De oficio cantautor, representante de los suburbios de Buenos Aires, se siente mejor y más libre en los recitales en lugares abiertos como parques y calles de las ciudades que recorre con su guitarra».

## Biografía
Nació en un hospital de la ciudad de Buenos Aires, o de Villa Lynch (Gran Buenos Aires). Sus abuelos maternos eran de El Bierzo, en Castilla y León (España).
Creció hasta los cuatro años en una chacra situada a 3 km del pueblo de Pavón Arriba (departamento Constitución, provincia de Santa Fe). Por ello, generalmente se considera que nació en ese pueblo, como consignan algunos sitios provinciales y como declara el mismo Copani:

Me siento muy orgulloso, donde voy siempre digo que soy de Pavón Arriba; es parte de mi identidad, ahí están enterrados mis abuelos y mi viejo. En el pueblo soy uno más y todavía me dicen Ignacito. Es un lugar muy gringo y con muchos sicilianos, siempre me llamó la atención que casi todos los apellidos terminaran con «i». Recuerdo haber vivido sin luz, agua ni gas, usábamos sol de noche, los molinos y heladera a querosén. Mis familiares fueron pioneros en el cultivo de soja y la granja era muy grande, llegamos a tener 7000 conejos.
Ignacio Copani

### Reconocimiento
Regresó a Argentina y obtuvo su primer reconocimiento a partir de las canciones Cuántas minas que tengo, y La familia (tema musical del programa de televisión La familia Benvenuto). Lentamente el público lo identifica con mensajes sociales descriptivos, sin protesta ni denuncia.

### Etapa entre 1988 y 1993

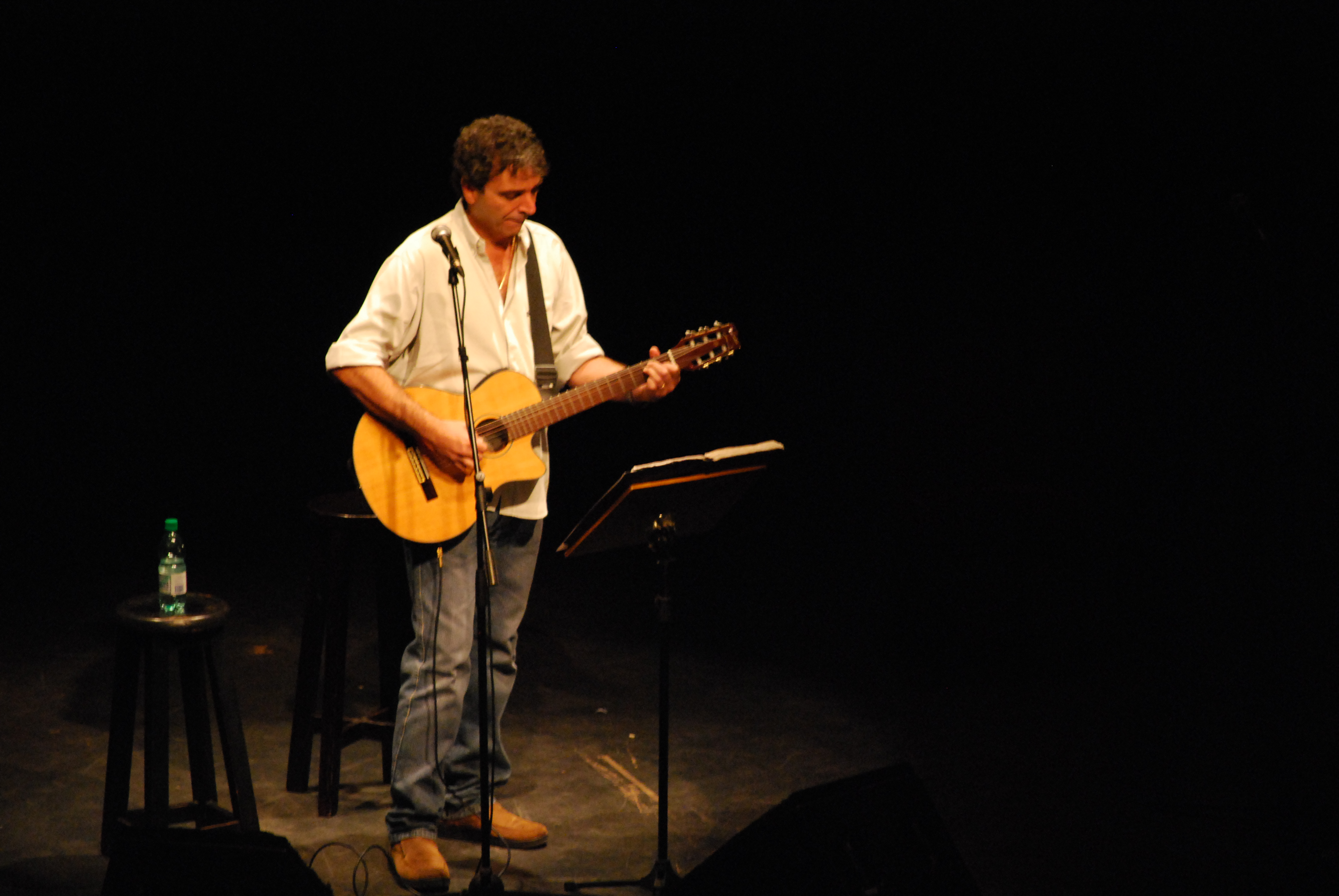
Ignacio Copani en concierto

Tras ser rechazado por varias compañías discográficas, Copani edita de manera independiente en 1988 su primer álbum homónimo en su país de origen. Al tiempo EMI pasa a ser su discográfica, reeditando en varios países el disco que incluye, entre otros éxitos, a «Cuántas minas que tengo», «Lo´ atamo con alambre», «Rebelde sin igual», «Cuándo será al revés» y el himno a la memoria llamado «Puede verme», en clara alusión a la dictadura cívico-militar.
En el año 1989, con la aparición de Ya vendrán tiempos mejores, inicia una serie de shows por primera vez en el estadio Luna Park. El disco incluye los éxitos «No te creo nada», «Por un dólar» (irónica canción referida a las cosas que es capaz de hacer la gente con tal de tener en su poder la dicha moneda estadounidense), «Pase lo que pase no te metas», «Te pusiste a pensar» (tema que refleja a las claras la situación social que padecía en ese momento la Argentina) y «Pobre papá».
En el año 1990 presenta un nuevo material. El disco, titulado Copani, acentúa la temática social del cantautor, con temas como los exitosos «Cuidado con los ladrones», «Marcha de la abundancia» (crítica a la escasez de distintos tipos de productos debido a la exportación durante el gobierno de Carlos Menem), «Éramos tan felices» y «Ángel del pasado», compone también la canción «Sobre tu piel» , interpretada por Guillermo Guido.
En el año 1991, con la excusa de incluir el tema «La familia» (que él realiza para la presentación del programa televisivo La familia Benvenuto), edita su primer material de grandes éxitos, titulado Copani completo.
Tras un lapso creativo, en el año 1992 presenta Afectos especiales, un disco que en cierta manera se diferencia un poco del sonido que venía mostrando en sus discos de estudio anteriores, tornado a las canciones más melancólicas, aunque con ciertas reminiscencias de los otros trabajos. Cuenta con la participación especial de Los Twist en «El celador», y de Juan Carlos Baglietto en «La deuda». Las canciones «Ese chico», «Pobre Jesús» y «Míster Colón» empiezan a sonar en las radios y el disco llega rápidamente a la categoría de disco de oro.
Durante el año 1993 realiza una nueva recopilación de grandes éxitos, titulada Compromiso, debido a que se trataba de las 10 canciones sobre la realidad argentina más difundidas del cantautor. Publicó también dos discos dedicados al club de fútbol de su afición, River Plate: Rivertidísimo y Rivertidísimo 2.

### 1994-1997: consolidación y fin de su etapa en discográficas
Puerto es el nombre del material que Copani presenta en el año 1994. El mismo es un álbum bastante existencial que roza lo acústico, totalmente distinto a los que venía haciendo. Temas como Sálvame (con una letra cuya temática es netamente ecológica), acompañado de su amiga Silvina Garré,  No te rindas (una letra con mensajes alentadores, cuya intención es ir en contra de la estigmatización y la discriminación, de quienes son portadores de VIH), Con un amigo, Gaby (dedicado a su sobrina, hija adoptiva del artista desde el asesinato de su hermana y su cuñado durante la última dictadura cívico-militar, quien por este hecho pasó su infancia en México junto al artista, que se encontraba exiliado) muestra a las claras la intención del autor en el disco. No deja de lado la canción reivindicativa, que tiene su lugar en la elogiada Para sentir América, en Todo privado, en la exitosa (a pesar del intento de censura) Mary Julie (que narra los poderes de la por entonces ministra María Julia Alsogaray y su relación con el presidente Carlos Menem).
Otra de las canciones exitosas del disco es Puerto sin mar, que muestra a un Copani romántico, cosa poco habitual, al menos en las canciones famosas de su repertorio por aquella época.
En el año 1995 aparece el que será su último disco junto a la compañía EMI: Sálvese quien pueda. Incluye canciones destacadas de su amplio repertorio: el himno Padre, el tango Ya fue, que ―junto a temas como Aguantando ― dan formato a un álbum de historias sobre la Argentina de aquellos días. Según la consideración del artista el material no tiene la difusión y el apoyo que merece de parte de la discográfica, y al no lograr las importantes cifras de venta que venían teniendo sus anteriores trabajos, no renueva su contrato y a partir del 31 de diciembre de 1995 deja de ser artista de EMI.
Rápidamente es tentado por Polygram, que le garantiza una absoluta difusión de su obra en toda América. El acuerdo comercial incluye dos discos de canciones inéditas que Copani debía publicar en los años 1996 y 1997.
Efectivamente a mediados de 1996 sale a la calle Gatillo fácil, con muchas canciones que la propia EMI le había vetado en años anteriores. Si bien el disco logra aceptación y el tema Ciudad de tango se convierte en un habitúe radial, no vende tanto como se preveía y la discográfica decide encarar el próximo proyecto con mucho menos presupuesto de lo que habían acordado. Copani compone (e incluye como primera canción de "Gatillo fácil") La rumba del olvido, tema con el que abre su programa radial Todo va bien en radio Rivadavia.
El mencionado siguiente material es, desde el título al menos, la muestra de que el artista inicia una etapa vinculada al fútbol. Llamado Contragolpe, logra mucha difusión el tema Pereyra, con el tiempo uno de los clásicos de su carrera, que tiene la particularidad de ser el primer tema que grabó Copani en un disco de estudio y no fue escrito por él. Se considera a Contragolpe el disco en el que Copani abarca la mayor variedad de temas, que van desde los mencionados dedicados al fútbol, a la realidad del país (la crudísima y muy difundida Los derechos, Hasta las manos ―un poco más irónica y humorística en comparación con la anterior―), ideológicas y autorreferenciales (El juglar) o simplemente dedicadas valiéndose de materiales (La madera, Fierro) para dejar una reflexión al "modo Copani2. Son bastante notables también las críticas hacia Menem en Inocentes y La madera ―en la que define al por entonces presidente como un «personaje con patillas, manejado desde el norte con piolín, que a la patria en que nació redujo a astillas y su meta es convertirla en aserrín»).[cita requerida]
La cuota de referencia familiar aparece en Mami y La abuela, dos canciones que pronto pasarán a formar parte de las más queridas por sus seguidores.
Se puede mencionar también la variedad de estilos que el cantautor utiliza a lo largo de los diecinueve tracks del disco, que van desde el rock (Inocentes), los ritmos latinos (Hasta las manos), la balada (Los derechos, Otro día, Tiempo), el tango (Malos negocios y El día de la madre) y hasta ritmos de batucada en Pereyra.
Como curiosidades este material incluye el tema Fierro, cuya música es la misma que la de Inmenzo, el homenaje a Enzo Francescoli del disco Rivertidísimo y la canción El fantasma, canción escrita por Copani que forma parte del álbum de Valeria Lynch de 1994 Caravana de sueños, con algunas modificaciones en la letra respecto a la versión original.

### Su etapa independiente
En el año 1997, su primer disco fuera de las grandes discográficas, Rivertidísimo, se transforma rápidamente en disco de oro, merced al Himno de River y otras canciones exitosas como Inmenzo (dedicada a Enzo Francescoli), más la reedición del conocido tema futbolero que gire la pasión. Mientras tanto, EMI edita Dos en uno, un material con los grandes éxitos que Copani grabó en los álbumes que llevan su nombre: Ignacio Copani, de 1988 y Copani de 1990, aunque en el caso de este último y por cuestiones de falta de espacio las tres últimas canciones del disco ("Canción chiquita de Andreíta", "Discoteca" y Ángel del pasado) no fueron incluidas en dicha recopilación.
Durante agosto de 1997 participa junto a otros reconocidos artistas argentinos de un proyecto de UNICEF, consistente en musicalizar letras de chicos de entre 9 y 20 años, para luego editarlas en CD. El tema que Copani musicaliza lleva por título El carnaval del mal y hace referencia a la discriminación.
Durante este año ocurre un hecho trascendente: estuvo a punto de abordar el vuelo de Austral en el que un gran número de personas perdieron la vida. Tenía pactados dos shows en Posadas (provincia de Misiones).

## Discografía
- 1982: De cuando en cuando (México) (triple platino y disco de oro).
- 1983: Nuestro amor (México).
- 1988: Ignacio Copani (doble platino).
- 1989: Ya vendrán tiempos mejores (disco de oro).
- 1990: Copani (oro).
- 1991: Copani completo (primeros grandes éxitos).
- 1992: Afectos especiales (disco de oro y el primer álbum en grabarse en formato CD completamente en Argentina).
- 1993: Compromiso - Disco de oro (compilado, grandes éxitos).
- 1994: Puerto (oro).
- 1995: Sálvese quien pueda.
- 1996: Gatillo fácil.
- 1997: Contragolpe.
- 1997: Dos en uno.
- 1997: Rivertidísimo, se hace popular entre los hinchas de River (disco de platino). Incluye el himno oficial del club River Plate, titulado "El más grande".
- 1998: Rivertidísimo 2 (oro).
- 1998: El juglar (Chile).
- 1999: Me salva tu amor, con su correspondiente edición en italiano publicada ese mismo año.
- 1999: Embocados, sátira de la eterna rivalidad «xeneixe»-«millonarios» (oro).
- 1999: Lo mejor.
- 2001: Vivo en vivo en el Teatro La Máscara del barrio de San Telmo.
- 2001: Desigual, álbum doble: 1.ª parte Bailanta profunda (ritmos salsa, murga, cumbia); 2.ª parte Serenata (baladas).
- 2002: Resistir (contiene el clásico "Igual que vos").
- 2003: Copani total (mp3 vendido por él mismo, con 214 canciones catalogadas por temas).
- 2004: Hablemos en serio.
- 2004: Maldito Copani (grandes éxitos en versiones acústicas).
- 2005: Lo mejor 2005
- 2006: Teatro Ópera (en vivo).
- 2006: Hoy no es Dos de Abril.
- 2008: Palabras cuerdas (acústico con el guitarrista Esteban Morgado).
- 2011: Yo nunca me metí en política.
- 2011: Rivertidísimo - Lado B.
- 2014: Llevo en mis oídos.
- 2017: Canciones nuevas 2016/2017 (edición digital).
- 2018: Nos trovamos todo (edición limitada, artesanal).
- 2019: Encuentros en vivo (edición limitada, artesanal).

## Sencillos destacados
- El más grande
- Cacerola de teflón
- inmenzo
- Igual que vos (versión futbolera)
- Cuantas minas que tengo
- Maldito Serrat
- Canción para Matías
- Dime papá
- Señor Vicepresidente
- Lo atamo' con alambre
- Canción del Matador
- Ahora más que nunca
- No me peguen
- No te creo nada
- Vals del no me olvido
- Simplemente fútbol
- Pa'l hermoso goleador
- Me salva tu amor
- No te agrandés
- Milonga del aguante
- Los domingos en familia

## Premios y nominaciones
- 1991: Premio Prensario.
- Recibió varios discos de platino y de oro por ventas.
- 1993: Estuvo nominado al Martín Fierro y ACE.
- 1995: Fundación Konex, Música Popular: Diploma al Mérito Cantante Masculino de Pop/Balada.
- Nominado cinco veces de manera consecutiva en los premios Carlos Gardel de Argentina.[cita requerida]

## Radio
- En 1996, con el periodista Oscar Muiño, hacían Todo va bien, en la trasnoche de Radio Rivadavia de Buenos Aires.

## Filial «Ignacio Copani»
En la ciudad de San Clemente del Tuyú (en la provincia de Buenos Aires) se inauguró en marzo de 2009 una filial del Club Atlético River Plate, que lleva el nombre «Ignacio Copani». Es de destacar este dato, ya que es la primera filial de River en el mundo (entre cientos de ellas) que fue bautizada con el nombre de alguien que nunca jugó al fútbol en dicho equipo. El cantautor ha demostrado un amor por esta entidad desde pequeño, yendo ―siempre que su agenda se lo permite― a ver al club del cual es fanático, lo cual, sumado al hecho de que grabó tres materiales discográficos con canciones para el club, lo convierte en uno de sus simpatizantes más famosos.

## Imitadores de Copani
- En el programa Peter Capusotto y sus videos, de Diego Capusotto por Canal 7 hubo dos personajes («Lalo Ranni» y «Ignacio Bajoni») que humorizan el estilo de música de Copani, interpretando canciones de otras bandas o solistas con la música de Copani. Copani ha afirmado que no le molestan en absoluto estos personajes.

Durante los años 2007 y 2008, en el programa de radio de Dady Brieva Dady 790 (Radio Mitre), el imitador Ariel Tarico cerraba el programa creando una canción con algún tema de actualidad con su personaje «Ignacio Copado».